# Vila Jaroslava Čermáka
Vila Jaroslava Čermáka je rodinná vila v Praze 6-Dejvicích v ulici Velvarská. Od 27. května 1995 je chráněna jako nemovitá kulturní památka České republiky. Na parcele č. 700/2 je vybudována novostavba garáže, která není předmětem památkové ochrany.

## Historie
Funkcionalistická vila postavená v letech 1937–1938 je vlastním domem architekta Jaroslava Čermáka. Stavba byla povolena 14. června 1937 a kolaudována 24. března 1938. Absolvent ČVUT pracoval v ateliéru Josefa Fragnera, roku 1936 byl hlavním architektem firmy Stalmach a Svoboda a v letech 1937–1948 pracoval v ateliéru Huť, který založil. Jeho významné stavby jsou především v oblasti sakrální architektury.

## Popis
Třípodlažní solitérní vila stojí v přibližném středu zahrady. Její hlavní průčelí je rovnoběžné s ulicí Velvarská, do které směřuje okenní pás v přízemí. Jako základní hmota je použita krychle, z ní na severovýchodním nároží vybíhá hranol s jídelnou v přízemí. Polosuterén má fasádu vyzděnou z haklíkového kamenného zdiva, nadzemní patra mají hladké, tvrdé omítky opatřené bílým nátěrem. Tyto fasády jsou prolomeny pásovými okny.